# Brezov turek
Brezov turek (znanstveno ime Leccinum versipelle) je gliva iz rodu turkov (Leccinum).

## Značilnosti
Brezovega turka spoznamo po rdeče oranžnem ali rumeno rjavem klobuku, ki pri odraslih gobah doseže od 8 do 15 cm v premeru, lahko pa tudi več in je sprva polkrožen, kasneje pa postaja vse bolj sploščen in blazinast. Gladka kožica sega preko roba klobuka.
Cevasta trosovnica je sprva belkasta nato pa sivkasta. Cevke so sive barve, dolge, drobne in okrogle.
Bet je valjast ali rahlo betičast, poln in trd ter ima drobne črne luske, ki se s starostjo redčijo. V dnišču je običajno modrikasto zelenkast. Pri mladih primerkih je bet enako okusen kot klobuk, pri starejših gobah pa nekoliko oleseni. V višino meri pri odraslih gobah od 10–15 cm, premer pa ima od 3 do 5 cm.
Meso brezovega turka je belo, na prerezanih mestih pa postane rahlo rdečkasto do vijoličasto, v dnišču beta pa modrikasto zeleno. Je prijetnega vonja in okusa.

## Razširjenost in življenjski prostor
Brezov turek raste pod brezami, skupinsko ali posamično od maja pa vse do pozne jeseni in je na Slovenskem dokaj pogost.

## Mikroskopske značilnosti
Trosni odtis je tobačno rjave barve barve. Trosi so podolgovato vretenasti in merijo 13–16 x 4–5 μm.

## Podobne vrste
- trepetlikov turek (Leccinum aurantiacum) raste pod trepetlikami
- lisičji turek (Leccinum vulpinum) raste v iglastih gozdovih
- brezov ded (Leccinum scabrum) ima svetlo do temno rjav klobuk brez rdečkastih odtenkov

## Uporabnost
Užiten. Cenjen zaradi svojega dobrega okusa. Uporaben je za vse vrste gobjih jedi, čeprav nekatere ljudi pa moti temna barva njegovega mesa. Temu se delno izognemo tako, da ga narežemo v kipečo slano vodo.